# Túlio Maravilha
Túlio Humberto Pereira da Costa  (* 2. Juni 1969 in Goiânia), kurz Túlio Maravilha oder nur Túlio, ist ein ehemaliger brasilianischer Fußballspieler. Durch seine vielen Vereinswechsel galt er als Wandervogel.

## Karriere

### Verein
Túlio spielte für unzählige Vereine in seinem Heimatland Brasilien. Seine Karriere begann der Stürmer 1987 bei Goiás EC. Mit diesen konnte er 1989, 1990 und 1991 die Staatsmeisterschaft von Goiás dreimal in Folge gewinnen. 1992 wagte er erstmals den Schritt ins Ausland und unterschrieb beim Schweizer Klub FC Sion, damals amtierender Schweizer Meister. Doch schon bald kehrte er nach Brasilien zurück, um für verschiedene Mannschaften auf Torejagd zu gehen und Titel zu sammeln. Zu seinen größten Erfolgen in den kommenden Jahren zählt der Gewinn der Campeonato Brasileiro de Futebol 1995 mit Botafogo FR sowie der Erfolg im Recopa Sudamericana mit dem Cruzeiro EC. Beim 2:0 und 3:0 Hin- und Rückspielerfolg war Túlio zwar im Kader, kam jedoch nicht zum Einsatz. 2002 wagte der Stürmer erneut den Wechsel nach Europa und unterzeichnete beim ungarischen Verein Újpest Budapest, mit denen er den Ungarischen Pokal gewinnen konnte. Jedoch schaffte es Túlio nicht zu überzeugen und so war nach einem Jahr das Abenteuer Ungarn wieder beendet. 2005 wagte er den Schritt nach Asien, um dort das Trikot von Al Shabab zu tragen. Noch ohne einen Einsatz zog es ihn aber schnell wieder nach Brasilien, wo er meist für unterklassige Vereine spielte.

### Nationalmannschaft
Túlio absolvierte zwischen 1990 und 1995 14, nach anderen Quellen 15 Spiele für die Nationalmannschaft Brasiliens. Dabei gelangen ihm 13 Treffer. Als Spieler der Auswahlmannschaft verlor der Angreifer nie eine Partie nach regulärer Spielzeit. Sein Debüt im Dress der Südamerikaner gab Túlio am 17. Oktober 1990 beim 0:0 gegen Chile, nachdem er vom Trainer Paulo Roberto Falcão für Valdeir eingewechselt wurde. Anschließend musste er vier Jahre bis 1994 warten, ehe er erneut für die Seleção auflaufen durfte. Seinen ersten Treffer für Brasilien erzielte Túlio am 22. Februar 1995 beim 5:0-Heimsieg gegen die Slowakei. Alle seine 13 Nationalelf-Treffer erzielte Túlio in diesem Kalenderjahr. Mit der Mannschaft nahm er an der Copa América 1995 teil, wo man bis ins Finale vorstieß. Im Viertelfinalspiel der Copa América am 17. Juli 1995 gegen Argentinien nahm Túlio die Hand zu Hilfe, um ein Tor erzielen. Brasilien gewann das Spiel schließlich und einige argentinische Journalisten sprachen von der Hand des Teufels (eine Anspielung auf die Hand Gottes). Im Finale brachte Túlio sein Team in Führung, ehe der Gegner Uruguay ausglich. Das Elfmeterschießen verlor Brasilien mit 3:5, wobei der Stürmer als einziger seines Teams seinen Elfer verschoss.

## Erfolge
Nationalmannschaft
- 2. Platz Copa América 1995

Goiás
- Staatsmeisterschaft von Goiás: 1989, 1990, 1991

Botafogo
- Campeonato Brasileiro de Futebol: 1995
- Trofeo Teresa Herrera: 1996
- Torneio Rio-São Paulo: 1998

Corinthians
- Staatsmeisterschaft von São Paulo: 1997
- Recopa Sudamericana: 1998

São Caetano
- Campeonato Paulista Série A2: 2000

Vila Nova
- Staatsmeisterschaft von Goiás: 2001

Brasiliense
- Campeonato Brasileiro Série C: 2002

Újpest Budapest
- Ungarischer Fußballpokal: 2002

Wilstermann
- Copa Aerosur: 2004

Volta Redonda
- Taça Guanabara: 2005
- Copa Finta Internacional: 2005

Itauçuense
- Staatsmeisterschaft von Goiás (3. Liga): 2006

## Auszeichnungen
- Torschützenkönig der Campeonato Brasileiro Série A: 1989, 1994, 1995
- Torschützenkönig der Campeonato Brasileiro Série B: 2008
- Torschützenkönig der Campeonato Brasileiro Série C: 2002, 2007

## Trivia
- Túlio erzielte mit insgesamt 187 Treffern die meisten Tore in der Vereinsgeschichte für Goiás EC
- Túlio erzielte mit insgesamt 99 Treffern die meisten Tore in der Vereinsgeschichte für Vila Nova FC
- Mit 27 Saisontoren in einer Spielzeit hält er den Rekord für die meisten Treffer in der Série C
- Túlio ist der einzige Fußballer, der sowohl in der Série A als auch in der Série B und in der Série C Torschützenkönig wurde
- Nach eigenen Zählungen erzielte er bisher 973 Treffer.[2]

Neben seiner aktiven Lauf wurde Tulío 2008 in den Stadtrat von Goiânia gewählt. Er amtierte vom 1. Januar 2009 bis zum 16. September 2011 für die MDB.
Nach seiner Amtszeit wurde im Mai 2012 bekannt, dass gegen Tulío im Zusammenhang mit der Aktion Operação Monte Carlo gegen Glücksspiel der Bundespolizei ermittelt wurde. Er soll einen der Beteiligten Carlinhos Cachoeira um die Zahlung einer Summe von 30.000 Real gebeten haben. Tulío konnte aber keine Verfehlungen nachgewiesen werden.
Mit seiner Frau Cristiane Maravilha nahm er an der brasilianischen Reality Fernsehsendung teil.
Seit 2017 ist Tulío Kommentator der Sendung Os Donos da Bola da Band auf TV Bandeirantes Rio de Janeiro.